# Історичний архів (Бітола)
Історичні архіви Бітоли був створений у 1954 році як муніципальний архів. З 1990 року він став регіональним Департаментом Державного архіву Македонії. Архів охоплює такі муніципалітети: Бітола, Демир-Хисар, Могила, Новаці та Ресен. Станом на 2016 рік, в установі налічувалося 18 працівників.

## Архівні фонди
Історичний архів зберігає 950 фондів, 28 архівних колекцій, 11382 книжки, 7980 архівних боксів, 70 мікрофільмів. Найстаріший документ архіву датовано 1875 роком.